# A Dead Cold Lament
A Dead Cold Lament ist eine 2020 gegründete Atmospheric- und Funeral-Doom-Band.

## Geschichte
Das unter den Pseudonymen „The Fifth Empire ov Solitude“ und „Am I?“ agierende chilenische Duo A Dead Cold Lament entstand im Jahr 2020. Das Duo, von deren Beteiligten ein Mitglied in Santiago de Chile und das andere in Concepción lebt, gründete die Band als Heimprojekt während der COVID-19-Pandemie unter Lockdown-Bedingungen. A Dead Cold Lament kooperierte Online um Shadow ov Myself zu erarbeiten. Abmischung und Mastering übernahm das Studio Sonidos Artesanales in Lota. Das Album ist als Konzeptalbum angelegt und befasst sich mit den dunkelsten Augenblicken der Menschheit in der Moderne.
Das Debüt erschien am  20. September 2020 über das peruanische Label Gate of Horror Productions mit der Katalognummer 2020096. Eine internationale Rezeption blieb aus. Für das chilenische Discordancia Webzine lobte „Pizarreque“ die Veröffentlichung als Album, in dem Doom Metal in seiner Essenz zu genießen sei.

## Stil
Die von A Dead Cold Lament gespielte Musik ist ein bewusst reduziert gehaltener Crossover von Funeral- und Death-Doom mit einem dynamischen Wechsel unterschiedlicher Gesangsdarbietungen und neoklassischer Arrangements. „Am I?“ variiert zwischen Sprechen, Growling, Screaming und Obertongesang. Das Instrumentalspiel zeichnet sich durch eine saubere, tief gestimmte Gitarre aus, begleitet von einem Keyboard mit elegischen Streichereffekten, das dem Gesang und den Gitarren Raum gibt und die Musik dem Atmospheric Doom nahe stellt. So agiert die Band mit viel Raum zwischen den Tönen. In dieser Reduzierung sind die Vibrationen der Saiten des E-Bass und der Felle des Schlagzeugs laut Rezension geradezu physisch spürbar. Gelegentliche Gitarrensoli ergänzen den Klang.

## Diskografie
- 2020: Shadow ov Myself (Album, Gate of Horror Productions)